# 1840
1840 (MDCCCXL) je bilo prestopno leto, ki se je po gregorijanskem koledarju začelo na sredo, po 11 dni počasnejšem julijanskem koledarju pa na ponedeljek.

## Rojstva
- 8. januar - Jožef Bagari, madžarsko-slovenski pisatelj († 1919)
- 23. januar - Ernst Karl Abbe, nemški fizik († 1905)
- 2. april - Émile Zola, francoski pisatelj († 1902)
- 7. maj - Peter Iljič Čajkovski, ruski skladatelj († 1893)
- 13. maj - Alphonse Daudet, francoski pisatelj († 1897)
- 9. julij - Štefan Žemlič, madžarsko-slovenski pisatelj († 1891)
- 10. september - Lambert Einspieler, slovenski duhovnik, politik in organizator († 1906)
- 21. september - Murat V., sultan Osmanskega cesarstva († 1904)
- 14. oktober - Dimitri Pisarev, ruski pisatelj in družbeni kritik († 1868)
- 12. november - Auguste Rodin, francoski kipar († 1917)
- 14. november - Claude Monet, francoski slikar († 1926)
- 19. november - Danilo Fajgelj, slovenski skladatelj, organist in pedagog († 1908)
- 3. december - Maks Pleteršnik, slovenski jezikoslovec († 1923)

## Smrti
- 22. januar - Johann Friedrich Blumenbach, nemški antropolog, fiziolog (* 1752)
- 2. marec - Heinrich Wilhelm Mathias Olbers, nemški astronom, zdravnik, fizik (* 1758)
- 25. april - baron Siméon-Denis Poisson, francoski fizik, matematik, geometer (* 1781)
- 7. junij - Friderik Viljem III., pruski kralj  (* 1770)
- 31. julij - Nachman Kohen Krochmal, avstrijski judovski filozof, teolog in zgodovinar (* 1785)
- 23. september - Smail-aga Čengić, osmanski guverner Bosne (* 1780)
- 23. november - Louis Gabriel Ambroise, vikont de Bonald, francoski kontrarevolucionar in konzervativni politični filozof (* 1754)
- 30. november - Andrej Smole, zbiratelj in zapisovalec slovenskih pesmi (* 1800)

Neznan datum
- Jakob Sigismund Beck, nemški filozof (* 1761)